# جيوفسيولوجي
الجيوفسيولوجي (من المقطع جيو، ويعني أرض + فسيولوجي، ويعني علم دراسة أعضاء الكائنات الحية) هو علم يدرس التفاعل بين الكائنات الحية مع الأرض ويستند إلى فرضية تقول بأن الأرض تتفاعل ككائن حي واحد.
مصطلح «جيوفسيولوجي» روج له جيمس لافلوك في كتاباته عن فرضية غايا. وقد سبقه إلى صياغة هذا المصطلح علماء آخرون كثر. جيمس هاتون (1726-1797)، «أبو الجيولوجيا» كتب في عام 1789 في محاضرة ألقاها بدلاً منه الدكتور بلاك «أعتبر الأرض بمثابة كائن هائل تجب دراسته عبر علم وظائف الأعضاء.» هذه الرؤية التي تفترض أن الأرض من عدة نواحٍ يمكن اعتبارها كائنًا هائلاً لاقت رواجًا واسعًا في بداية القرن التاسع عشر ودعمها حتى هؤلاء الذين يعدّون من أوائل علماء الأحياء مثل هاكسلي (1825-1895). وجهة نظر جيوفسيولوجية أخرى بديلة ومشابهة ترى أن الأرض هي عبارة عن خلية مفردة تطورت على يد لويس توماس في كتابه حيوات الخلية: ملاحظات مراقب بيولوجي (1974).
فلاديمير فيرنادسكي (1863-1945)، مؤسس علم الكيمياء الجيولوجية الأحيائية افترض أن العمليات الجيولوجية الفسيولوجية كانت المسؤولة عن تطور الأرض عبر سلسلة من المراحل التي تطورت فيها طبقة الجيوسفير (المختصة بالمادة غير الحية) إلى طبقة البيوسفير (المختصة بالحياة البيولوجية). ألقى فكر فيرنادسكي بظلاله الكثيفة على تطور علم البيئة في روسيا، الذي بلغ أوجه في «البارادايم الروسي» (ذلك المصطلح الذي صكه للمرة الأولى جيورجي زافارزين في عام 1995). المبادئ الرئيسية لهذا المنهج تتمثل في أ) أن الحياة لا يمكن أن توجد إلا في شكل دورات مغذيات مترابطة (أي النظام البيئي)، 2) أن تركيبة النظام البيئي هي عملية منظمة على النقيض من العملية العشوائية، 3) أن نشأة الحياة على الأرض كانت منسجمة فيما يتصل بظهور دورات المغذيات البدائية، 4) أنه بالإضافة إلى تطور الأنواع، توجد عملية منفصلة يحدد وجهتها توافق الجماعة وديناميكياتها (ليكفيسيوس، 2006).
فريدريك كليمنتس (1874-1945) من معهد كارنيجي في واشنطن والذي روّج لفكرة غطاء الذروة أدخل كذلك فكرة علم وظائف الأعضاء إلى علم البيئة، معتبرًا أن الطبيعة المتشابكة للنباتات والحيوانات مثل عمليات تمثيل غذائي ضمن كائن حي مفرد هائل.
عالم الأحياء البريطاني آرثر تانسي (1871-1955)، الذي استخدم مصطلح النظام البيئي للمرة الأولى، درس احتمالية أن تكون الجماعة الحيوية قابلة لاعتبارها شبه كائنات غير محدودة، ومع ذلك لم يحدث أن توسع بأفكاره إلى النطاق الكوكبي.
درس إفيلين هوتشيسون الطريقة التي تميل من خلالها الدالة اللوجيستية والتغذية الارتجاعية عبر الأنظمة والتنظيم الذاتي إلى تفسير الكثير من خصائص النظم البيئية وتوسع رايموند ليندمان بأبحاثه ليشمل الطريقة التي تتدفق من خلالها الطاقة بين المستويات الغذائية في نموذجه «الغذائي الديناميكي»، كما شهد هذا الأمر المزيد من التطوير من خلال فرضية مارك ماكمينامين وديانا ماكمينامين عن «البحر الهائل»، التي تدرس معدل تدفق المياه عبر البيئة البيولوجية في غايا. تايلر فولك أخضع الدوائر الغذائية للعديد من العناصر التي تعتمد عليها الحياة للدراسة وافترض أن لهذا الأمر أهمية حيوية في فهم علم الجيوفسيولوجي.
يوجين أودم آمن بأن التوازن والاستقرار في النظم البيئية كانت محصلة لعمليات التطور وطور هاوارد أودم (أخوه) عمله ليشمل المؤثرات الحرارية الديناميكية في نشأة «الحالات المستقرة» البيئية. كذلك وسَّع هاوارد أودم طبيعة نطاق النظم البيئية التي تتميز برابطة واحدة متجهة لأعلى مثبتًا أن «التسلسل الهرمي المتداخل» و«الترتيب المتغاير» أو «التسلسل الكلي الفرعي» المتوفر والذي يمكن للنظم خلاله أن تعدّ عناصر لأنظمة أكبر (من ورقة النبات إلى الشجرة إلى الفرجة في الغابة إلى الغابة إلى المنطقة البيئية إلى المملكة الحيوية أو المجالات الحيوية). على أساس هذه الفرضية، تمثل فرضية غايا والجيوفسيولوجي الامتداد النهائي لهذه المبادئ.